# 장주기 지진동

지진동의 주기별로 영향을 받는 구조물의 차이점. 왼쪽의 '단주기 지진동'의 경우 저층 건물이 큰 피해를 입지만, 오른쪽의 '장주기 지진동'의 경우 고층 건물이 큰 피해를 입는다.

장주기 지진동(長周期地震動, long-period ground motion, LPGM)은 지진이 일어난 후 주기 약 1초 이상, 대략 2초에서 20초의 긴 주기로 흔들리는 지진파이다. 주기가 긴 저주파 영역에서 발생하는 지진이라 저주파 지진동이라고도 부른다. 지진계의 발전으로 존재와 성질이 처음 알려졌으며 고층 마천루가 발전한 현대에서 장주기 지진동의 건축물 영향에 대해 활발히 연구가 되고 있다.
지진을 관측할 때 다양한 주기의 지진파가 방출되나, 지진의 에너지에 해당하는 규모가 커질수록 지진동의 주기가 점점 더 길어지며, 주성분인 표면파는 진원이 얕을 수록 더 강해진다고 알려져 있다. 지진동 중 이러한 주기가 긴 저주파 성분을 따로 장주기 지진파라 부른다. 규모가 거대한 지진에서는 주기가 수백 초를 넘는 초장주기 지진동 및 지구자유진동도 관측되기도 한다.
일본 기상청에서는 방재 위험 관점에서 주기 1.6-7.8초의 지진동을 관측하고 경보를 발령하고 있다.

## 발생 원인 및 특성
장주기 지진동의 발생 원인은 다음 2가지가 있다.
- 지진의 규모가 커질수록 진원에서 방출되는 단주기 지진동의 진폭은 더 이상 늘어나지 않는 반면, 장주기 지진동의 진폭은 계속 늘어나기 때문
- 지진파가 퇴적 분지를 지나면서 변질되기 때문

### 대규모 지진의 장주기 지진동
일반적으로 발생하는 단층지진에서는 지진파의 파장이 단층이 미끄러진 정도(단층의 변위)에 비례해서 커지며, 따라서 규모가 매우 큰 대지진에서는 큰 진폭의 장주기 지진동이 발생한다. 이 지진파는 미소지진의 진동에 비해 거리가 멀수록 지진파가 눈에 띄는(즉 다른 파장에 비해 감쇠 정도가 작은) 성질이 있다.
파동은 주기가 길수록 잘 감쇠되지 않는 성질을 가지고 있으며 특히 표면파는 파동이 감쇠되는 조건이 적어 자유진동에 가까운 성질을 가지고 있다. 따라서 진원에서 거리가 먼 경우에는 장주기 지진동만 도달하는 경우가 많다.

### 연약지반에서 증폭하는 지진동
퇴적 분지와 부가체 등 딱딱한 판에 비해 부드러운 퇴적층에서는 장주기 표면파(레일리파 및 러브파)가 증폭된다. 이는 파동의 간섭, 반사, 변환이 일어나는 특성 때문이다. 진원에서 퍼져나가는 경로에 부드러운 지형이 있다면 장주기 지진동이 강하게 전달된다.
연약 지반에서 진동은 단단한 지반에 비해 진행 속도가 느리다. 극단적으로 마그마굄에서는 그 속도가 아주 느려진다. 기반암에서 퇴적분지로 입사한 지진동은 속도 차이로 인해 간섭 및 증폭되면서 주기가 길어진다. 따라서 퇴적 분지 외부에서 발생한 얕은 지진에서 전파된 지진파가 퇴적분지 내에서 강한 장주기 지진동을 일으키는 경우가 있다. 또한 장주기 지진동의 주성분인 표면파도 가속도 파형이 아닌 변위 파형으로 관측되는 경우가 많다.
간토평야에서는 주기 8초의 표면파가 가장 강하게 전파된다고 알려져 있는데 그 이유로는 기반암과 퇴적층의 전파 속도 차이로 간토평야에서 러브파의 기본모드(1차파)가 주기 8초를 기준으로 강해지기 때문으로 알려져 있다.

### 지반구조 경계의 표면파
퇴적 분지를 통과하는 실체파(P파 및 S파)는 분지의 경계면에서 표면파로 변환된 후 장주기로 바뀌는 것으로 알려져 있다. 따라서 퇴적 분지의 퇴적층과 기반암의 경계 지역을 진원으로 단층이 두 경계면을 가로지르는 경우, 경계면에서 특히 더 강한 표면파가 발생해 강한 장주기 지진동이 만들어진다. 이와 관련해 기반암과 퇴적층의 전단파 속도(S파 진행 속도)의 차이가 클수록 특정 주기의 표면파가 더 강하게 나타나며 이를 "분지 경계면 효과"(盆地端部効果) 또는 "엣지 효과"라고 한다. 퇴적 분지에 발달한 평야 중 기반암으로 덮인 산지에 가까운 모서리에서는 주변과 비교했을 때 매우 두드러진 표면파가 관측되는 경우가 있다.
1995년 발생한 효고현 남부 지진에서도 지진 피해가 두드러졌던 '지진대' 지역은 흔들림도 매우 강했으며 전단파의 속도 차이가 컸던 롯코산지와 오사카평야의 경계 지역인 지진대에서 강한 지진파가 발생해 큰 피해가 발생했다.

## 건축물에 미치는 영향
장주기 지진동의 피해는 주로 지진동의 주기가 지반이나 건물 등이 가지고 있는 고유진동과 공진을 일으켜 구조물이 흔들리는 진폭이 커지면서 발생한다. 장주기 지진동은 감쇠가 잘 되지 않기 때문에 공진이 오래 지속되고 진폭이 커지기 쉽다.
장주기 지진동을 인식하기 이전에도 지진동과 건축물의 고유진동수 사이 관계는 연구되던 주제였으며 1923년 간토대진재 이후 내진설계 구조에 대한 논쟁이 있었다. 하지만 이후 일본에서는 중저층 구조의 건축이 주류를 이루고 지진동으로 인한 건축물의 파괴는 강성을 높이면 대부분 막을 수 있다고 여겨져 공진으로 인한 피해 발생은 매우 적다고 알려졌다.
하지만 고층 건축물이 늘어나면서 큰 지진이 발생했을 때 저층 건축물에서는 느낄 수 없었던 "배를 타는 듯한", "술에 취한 듯한" 지진동에 대해 경험적으로 알게 되었다. 2003년 도카치 해역 지진에서는 슬로싱 현상으로 석유 저장고에 화재가 발생하면서 지진으로 발생하는 장주기 지진동에 대해 인식이 늘어났고, 피해 연구가 진행되면서 지진에 강하다고 여겨졌던 기존의 초고층 건축물에서도 장주기 지진동으로 큰 피해가 발생할 수 있다는 우려가 늘어났다.
큰 진폭으로 흔들리는 고층 건축물에서는 큰 왜곡이 일어나 창틀, 유리, 외벽이 파손되어 떨어지거나 내부의 입체주차장이나 엘리베이터가 파손되거나 오작동을 일으키고, 실내 벽에 균열이 생기거나 파괴되며 집기나 가구가 빠르게 움직이고 사람이 움직이기 어려운 등 여러 피해가 발생한다.

### 고층 건축물의 고유진동수
고층 건축물이 지진동으로 공진하는 경우, 건물이 바닥에 붙어있는 면을 마디로 하고 최상층이 개방된 배인 일종의 자유진동 정상파라고 볼 수 있으며 파동의 위상이 90°가 되는 지점, 즉 제일 꼭대기에서 흔들림이 최대가 된다. 이 때문에 저/중충 건축물에서는 진동을 거의 느낄 수 없으나 고층 건축물에서는 높은 층으로 올라갈수록 진동이 강해진다. 진동이 2차 공진모드로 흔들릴 경우에는 건축물 중간 지점에서 또 다른 마디가 생겨 진동을 잘 못 느끼는 경우도 있다.
건축물의 고유진동수는 건물의 형태, 구조, 구성물질의 밀도, 탄성 계수, 지지 방법 등 여러 가지 요인으로 결정되는데 일반적인 고층 건축물의 경우 진동수가 낮고 주기가 길다. 일반적인 철근 콘크리트와 철골 구조 건축물의 경우 고유 주기를 아래 공식으로 계산할 수 있다.
- 철근 콘크리트의 경우: 고유 주기 = 0.02 × 건물 높이 (m)
- 철골 구조의 경우: 고유 주기 = 0.03 × 건물 높이 (m)

일본의 오사카관구 기상대에서 예측하는 난카이 지진에서의 가장 강력한 지진파 주기는 남북 방향으로 약 4.8초로 이를 철골 구조에 1개 층수 높이를 4.5 m라고 가정하면 35층, 철근 콘크리트 구조에 1개 층수 높이를 3.4 m로 가정하면 약 70층이 된다. 하지만 지진동은 가장 강력한 주기의 지진파 1개만 있지 않으며 계산식도 실제로는 선형적이지 않아 오차가 있고, 공진 효과는 지속시간이 길수록 더 강해지기 때문에 실제로는 이와 조금씩 다르다.

## 연구 역사

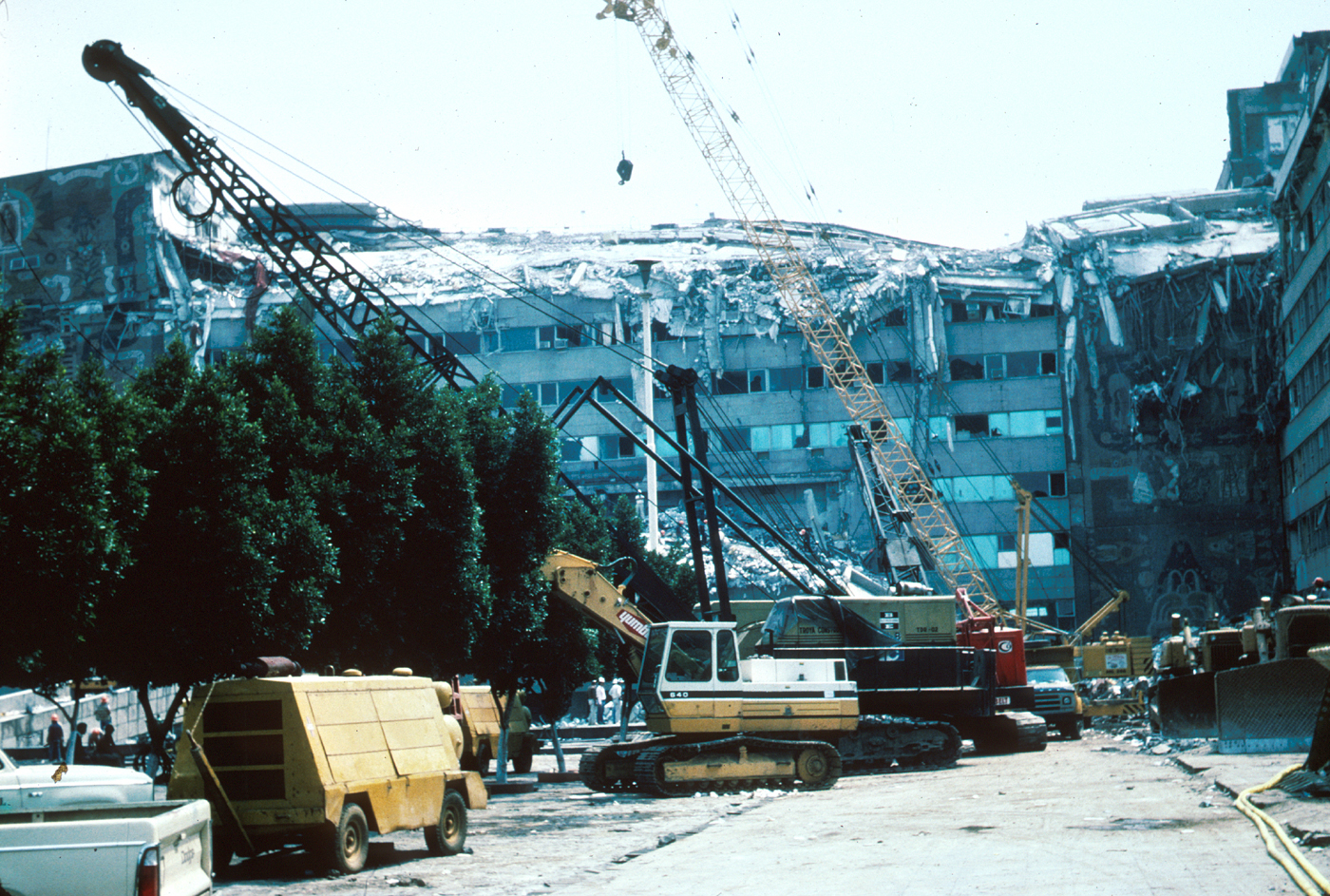
1985년 멕시코시티 지진으로 멕시코시티에 있는 멕시코 통신교통부 건물이 붕괴된 모습

기반암이 분지 모양으로 움푹 패인 곳 가운데에 부드럽고 두꺼운 퇴적층이 쌓여 있는 지질 구조인 퇴적분지에서 주기 2-10초의 다소 긴 주기의 지진동이나 10초 이상의 장주기 지진동이 두드러지게 관측되는 현상은 1970년대 고밀도로 강진계를 설치하기 시작하면서 세계 곳곳에서 관측되었다. 오사카평야, 교토분지, 도카치평야, 로스앤젤레스 등이 그 예시로 지진학계 일각에서 이런 현상을 분석하기 시작했다.
1985년 멕시코시티 지진에서 진원에서 약 400 km 떨어져 있는 멕시코시티는 저층 건물의 피해가 거의 없었던 반면 고층 건물은 대부분 붕괴되거나 파손되었으며, 팬케이크 붕괴라고 부르는 층층히 건물이 무너지는 현상도 보였다. 지진 당시에는 건물 건축기준의 허술함이 건물 붕괴의 원인으로 지적되었지만, 이후 멕시코시티가 과거 텍스코코호를 매립한 시가지가 대부분을 차지해 대부분의 지역이 수십 m 두께의 퇴적층이 덮여 있어 장주기 지진동이 증폭되었고 실제로 주기 2-4초의 장주기 지진동이 강하게 관측되었다. 이를 계기로 전 세계의 지진학계에서 장주기 지진동이라는 개념이 받아들어졌다. 일본에서는 1964년 니가타 지진에서 슬로싱으로 인해 석유 탱크에 화재가 발생했는데, 처음에는 액상화현상으로 인해 발생했다고 여겨졌지만 1983년 동해 중부 지진에서도 니가타항의 석유 탱크에 같은 원인으로 화재가 발생해 장주기 지진동이 석유 탱크의 화재를 일으킨다는 사실이 밝혀졌다.
일본에서는 기상청의 95형 지진계 약 600개와 방재과학기술연구소의 K-NET 지진계 약 1,000개, 일본 각 대학 연구소의 지진계 등을 통해 고밀도로 장주기 지진동 파형을 측정하고 있다.

## 장주기 지진동 계급

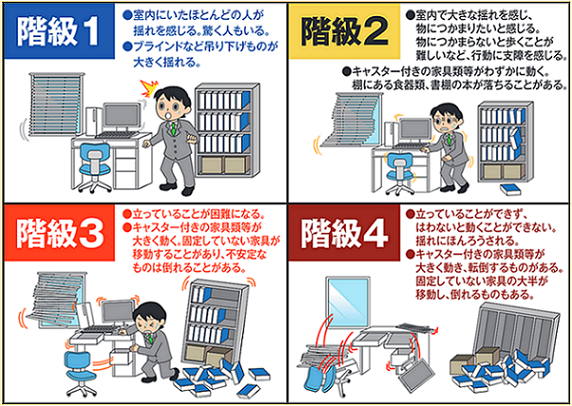
장주기 지진동의 각 계급별 현상을 설명하는 그림

2011년 도호쿠 지방 태평양 해역 지진에서는 초고층 건물에서 강하게 흔들리는 영상이 언론을 통해 전파되었고, 실제로 고층 건물 내에서 사람이 걷기 어려울 정도로 흔들리거나 기존의 단주기 지진동과는 다른 흔들림을 보였다. 당시 분석에 따르면 진동변위 지진 파형 그래프에서는 7초를 주기로 변위가 4-50cm 최대치를 찍었고, 이를 통해 고유 진동이 7초 전후인 건물이 심하게 흔들렸을 것으로 추정한다. 여기에 고층건물의 진폭이 최대 3-60cm 정도로 크게 흔들렸던 것으로 관측되었다. 이 당시 관측한 장주기 지진동은 주기 0.2-1초의 단주기 지진동을 기준으로 일반적으로 발표하는 일본 기상청 진도 계급으로는 파악하기 어렵다는 점이 지적되었다.
일본 기상청은 2012년부터 장주기 지진동에 관한 검토회를 열고 이듬해인 2013년부터 현재의 진도 계급과는 별개로 4단계의 일본 기상청 장주기 지진동 계급(일본어: 気象庁長周期地震動階級)을 설정해 3월 28일부터 시범적으로 "장주기 지진동 관련 관측정보"를 운용하기 시작했고 2019년 3월 19일부터 본운영을 시작했다. 일본 기상청 홈페이지에 공개된 2013년 3월부터 2019년 2월 시범운영 종료까지 발표한 장주기 지진동 계급은 계급4가 3번, 계급3이 4번, 계급2가 16번, 계급1이 55번 관측되었다.
최초의 계급4는 2016년 4월 15일 발생한 2016년 구마모토 지진의 전진으로 구마모토현 우키시 마쓰바세정에서 관측되었고, 다음 날인 4월 16일 오전 1시 25분 구마모토 지진의 본진에서 두 번째로 계급4를 관측했다. 3번째 계급4는 2018년 9월 6일 발생한 홋카이도 이부리 동부 지진에서 관측되었다. 본운영 시작 이후에는 2021년 2월 13일 발생한 후쿠시마현 해역 지진에서 최초로 계급4를 관측했다. 다음 해인 2022년 3월 16일 후쿠시마현 해역 지진에서도 계급4를 관측, 2년 후인 2024년 1월 1일 노토반도 지진에서 계급4를 관측하여 2024년까지 총 6번 계급4를 관측했다.
2013년 3월 이전에 발생한 지진 중에서도 2004년 발생한 니가타현 주에쓰 지진과 2011년 도호쿠 지방 태평양 해역 지진에서 계급4에 해당하는 장주기 지진동이 발생했음이 사후분석으로 밝혀졌다. 동일본대지진에서는 미야기현, 후쿠시마현, 야마가타현의 도호쿠 지방 3개현 외에도 간토 지방과 도카이 지방에서도 계급4에 해당하는 흔들림이 있었다고 추정된다.
일본 기상청은 2023년 2월 1일부터 긴급지진속보 발표 기준에 장주기 지진동을 추가한다고 밝혔다. 또한 이전까지는 일본 기상청 홈페이지에서만 발표하던 장주기 지진동 계급 등의 여러 관측정보도 진도와 마찬가지로 온라인에 보도자료로 배포한다고 발표했다.
| 계급  | 절대 속도 응답 스펙트럼값 | 체감 흔들림과 사람의 반응                                                                                             | 실내 상황 | 참고                                             |
| ----- | ------------------------- | --- | --- | ------------------------------------------------ |
| 계급1 | 5cm/s ≤ x < 15cm/s        | 실내에 있는 대부분의 사람이 흔들림을 느낀다. 놀라는 사람도 있다.                                                      | 블라인드 등 매달린 물건이 크게 흔들린다.                                                                        |                                                  |
| 계급2 | 15cm/s ≤ x < 50cm/s       | 실내에서 큰 흔들림이 느껴지고 물건을 붙잡고 싶어진다. 물건을 잡지 않으면 걷기가 힘들어지는 등 행동에 지장이 느껴진다. | 캐스터가 달린 가구가 살짝 움직인다. 선반에 있는 식기와 책장의 책이 떨어질 수 있다.                              |                                                  |
| 계급3 | 50cm/s ≤ x < 100cm/s      | 서 있기 매우 힘들다.                                                                                                  | 캐스터가 달린 가구가 심하게 움직인다. 고정되지 않은 가구는 움직일 수 있고, 불안정한 가구는 넘어질 수 있다.      | 칸막이 벽에 금이 가거나 균열이 생길 수 있다.     |
| 계급4 | 100cm/s ≤ x               | 서 있을 수 없고 움직일 수 없다. 흔들림에 몸이 휘청거린다.                                                             | 캐스터가 달린 가구는 크게 움직이고 넘어질 수도 있다. 고정되지 않은 가구는 대부분 움직이고 넘어지는 가구도 있다. | 칸막이 벽에 금이 가거나 매우 많은 균열이 생긴다. |

## 같이 보기
- 지진파
- 초장주기 지진동

## 참고 문헌
- 『強震動地震学基礎講座 第4回：堆積盆地のやや長周期地震動』 久田嘉章、日本地震学会
- 山田善一、家村浩和、野田茂、嶋田三朗 (1985). “タンクのスロッシングおよび地震記象からみた長周期地震動の特徴”. 《土木学会論文集》 (土木学会) 1985 (362): 471–480. doi:10.2208/jscej.1985.362_471. ISSN 0289-7806. NAID 130003799205.
- 『地震工学（4回目）：過去の地震災害から学ぶ2 久田嘉章、工学院大学建築学部まちづくり学科久田研究室 公開プログラム.